# Hesperolinon drymarioides
Hesperolinon drymarioides är en linväxtart som först beskrevs av Mary Katherine Curran, och fick sitt nu gällande namn av John Kunkel Small. Hesperolinon drymarioides ingår i släktet Hesperolinon och familjen linväxter. Inga underarter finns listade i Catalogue of Life.